# 1978-as amatőr ökölvívó-világbajnokság
A 2. amatőr ökölvívó-világbajnokságot Belgrádban, Jugoszláviában rendezték 1978. május 6–20. között. 11 versenyszámban avattak világbajnokot. A küzdelmek egyenes kieséses rendszerben zajlottak, és mindkét elődöntő vesztese bronzérmet kapott.

## Érmesek
| 1978-as amatőr ökölvívó-világbajnokság érmesei |                                  |                                  |                                                                 |
| Versenyszám                                    | Arany                            | Ezüst                            | Bronz                                                           |
| Nehézsúly                                      | Teófilo Stevenson (Kuba)         | Dragomir Vujković (Jugoszlávia)  | Carlos Rivera (Venezuela) Jürgen Fanghänel NDK                  |
| Félnehézsúly                                   | Sixto Soria (Kuba)               | Tadija Kačar (Jugoszlávia)       | Herbert Bauch (NDK) Nyikolaj Erofjev (Szovjetunió)              |
| Középsúly                                      | José Gómez (Kuba)                | Tarmo Uusivirta (Finnország)     | Slobodan Kačar (Jugoszlávia) Ilia Angelov (Bulgária)            |
| Nagyváltósúly                                  | Viktor Szavcsenko (Szovjetunió)  | Luis Martínez (Kuba)             | Jerzy Rybicki (Lengyelország) Ilia Iliev (Bulgária)             |
| Váltósúly                                      | Valerij Racskov (Szovjetunió)    | Miodrag Perunović (Jugoszlávia)  | Roosevelt Green (Egyesült Államok) Ernst Müller (NSZK)          |
| Kisváltósúly                                   | Valerij Lvov (Szovjetunió)       | Memet Bogujevci (Jugoszlávia)    | Jean-Claude Ruiz (Franciaország) Karl-Heinz Krüger (NDK)        |
| Könnyűsúly                                     | Davidson Andeh (Nigéria)         | Vladimir Sorokin (Szovjetunió)   | René Weller (NSZK) Lutz Käsebier (NDK)                          |
| Pehelysúly                                     | Ángel Herrera (Kuba)             | Bratislav Ristić (Jugoszlávia)   | Roman Gotfryd (Lengyelország) Antonio Esperragozza (Venezuela)  |
| Harmatsúly                                     | Adolfo Horta (Kuba)              | Fazlija Szacirović (Jugoszlávia) | Chung Kim Chil (Dél-Korea) Stephan Förster (NDK)                |
| Légsúly                                        | Henryk Średnicki (Lengyelország) | Héctor Ramírez (Kuba)            | Alekszander Mihajlov (Szovjetunió) Isii Kóki (Japán)            |
| Kislégsúly                                     | Stephen Muchoki (Kenya)          | Jorge Hernández (Kuba)           | Armando Guevara (Venezuela) Richard Sandoval (Egyesült Államok) |